# Giunse Ringo e... fu tempo di massacro
Giunse Ringo e... fu tempo di massacro è un film del genere western all'italiana del 1970 e diretto da Mario Pinzauti.

## Trama
Lo sceriffo federale Slim Farrel e il pistolero Ringo giungono in un villaggio ai confini fra Messico e Stati Uniti per trovare Mike, fratello di Ringo, assunto da un possidente della zona, Don Juan. Il villaggio è sconvolto da una lunga catena di delitti misteriosi e Slim non tarda a scoprire che tra le vittime c'è il fratello di Ringo.